# 컴퓨터 사기
컴퓨터 사기(Computer fraud)는 컴퓨터, 인터넷, 인터넷 장치 및 인터넷 서비스를 사용하여 사람이나 조직의 자원을 속이는 것이다. 미국에서 컴퓨터 사기는 컴퓨터 사기 및 남용법(CFAA)에 의해 구체적으로 금지된다. CFAA는 연방 관할권에 따라 컴퓨터 관련 행위를 범죄화하고 기존 법률의 불충분함을 직접적으로 해결한다. 컴퓨터 사기 유형은 다음과 같다.
- 사기 이메일 배포
- 승인되지 않은 컴퓨터에 접근
- 스파이웨어 및 악성 소프트웨어를 통한 데이터 마이닝에 참여
- 컴퓨터 시스템을 해킹하여 신용 카드, 사회 보장 번호 등 개인정보에 불법적으로 접근하는 행위
- 다른 사람의 컴퓨터나 시스템을 파괴하거나 망칠 의도로 컴퓨터 바이러스나 웜을 보내는 행위.

피싱, 사회 공학, 바이러스 및 DDoS 공격은 서비스를 방해하거나 다른 사람의 네트워크에 액세스하는 데 사용되는 꽤 잘 알려진 전술이지만 이 목록은 포괄적이지 않다.

## 같이 보기
- 정보 보안